# Kardoskút
Kardoskút é um município da Hungria, situado no condado de Békés. Tem 76,58 km² de área e sua população em 2015 foi estimada em 913 habitantes.